# David Dudáš
David Dudáš (* 22. března 1981, Starý Plzenec) je první pravoslavný kněz romského původu v České republice.

## Život
Narodil se 22. března 1981 ve Starém Plzenci, jako syn římskokatolických věřících. Poté, co ve svých 13 – 14 letech objevil pravoslavnou církev, odešel studovat teologii v rumunském semináři v Neamț. Na kněze byl vysvěcen 19. ledna 2003 z rukou arcibiskupa pražského a Českých zemí Kryštofa. Před vysvěcením se oženil s Rozálií, která se stala jeho máťuškou (žena kněze).
Po vysvěcení začal působit v Rokycanech, kde získal římskokatolický kostel Nejsvětější Trojice, který následně nechal opravit. V letech 2006 až 2009 byl členem Metropolitní rady Pravoslavné církve v českých zemích, v roce 2009 byl zvolen do Duchovní soudu Pražské pravoslavné eparchie.
Zanedlouho se stal protojerejem.
Dne 22. listopadu 2014 byl protojerej David Dudáš na Eparchiálním shromáždění Pražské eparchie zvolen jeho řídícím místopředsedou. Na tomto shromáždění byl arcibiskupem zvolen Michal Dandár, k jehož zastáncům Dudáš dříve patřil.
Dne 27. února 2015 byl rozhodnutím Eparchiální rady Pražské pravoslavné eparchie zvolen ředitelem Úřadu Eparchiální rady Pražské pravoslavné eparchie.
Dne 1. září 2015 arcibiskup Michal vyslovil nedůvěru členům Eparchiální rady a v rozporu se stanoviskem Eparchiální rady i pozdějším písemným vyjádřením metropolity Pravoslavné církve v českých zemích a na Slovensku vladyky Rastislava, odvolal protojereje Davida Dudáše z funkce ředitele Eparchiální rady Pražské pravoslavné eparchie. Proti odvolání protojereje Dudáše z funkce ředitele byla podána Eparchiální radou kanonická stížnost Posvátnému synodu (biskupská konference) Pravoslavné církve v českých zemích a na Slovensku.